# Francesco III d'Este
Francesco III Maria d'Este (Modena, 2 juli 1698 - Varese, 22 februari 1780) was hertog van Modena en Reggio van 1737 tot aan zijn dood. Francesco was een zoon van Rinaldo III van Modena en Charlotte Felicitas van Brunswijk.
Francesco werd geboren in Modena. Tijdens zijn regering putte Francesco zijn land uit door deel te nemen aan de Poolse Successieoorlog en de Oostenrijkse Successieoorlog. En het land deed al mee aan de Spaanse Successieoorlog van 1701 tot 1714. Francesco werd gedwongen om de meeste van zijn schilderijen en dierbare bezittingen te verkopen aan de Estense Gallery. Francesco was een voorzichtige hertog die weinig beslissingen durfde te nemen, en veel van de politieke macht was in de handen van de Oostenrijkse gevolmachtigde Beltrame Cristiani.
Francesco nam vele maatregelen om de verstedelijking van Modena te steunen en hij liet de Via Vandelli aanleggen, die de stad Modena met Toscane verbond.
Francesco stierf in 1780 in zijn villa in Varese, die nu dienstdoet als het plaatselijk stadhuis. Zijn zoon Ercole Rainaldo volgde hem op.

## Huwelijk en kinderen

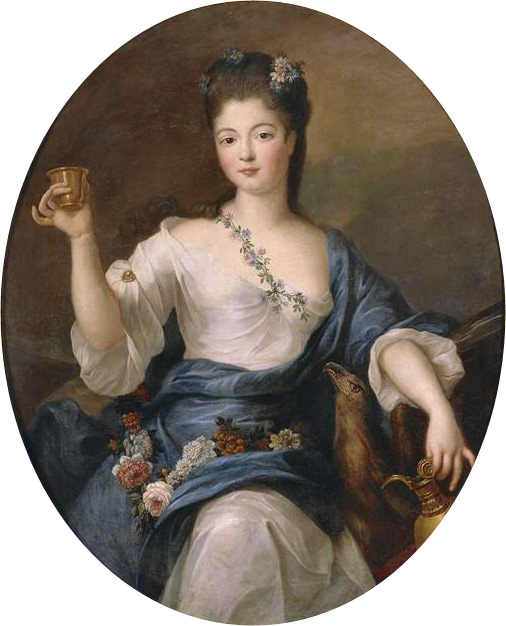
Francesco's vrouw, Charlotte als Hebe (toegeschreven aan Pierre Gobert).

Francesco huwde in 1721 met Charlotte Aglaë van Orléans een dochter van Filips II van Orléans, uit dit huwelijk werden negen kinderen geboren:
- Alfons (18 november 1723 - 16 juni 1725), Alfons stierf op jonge leeftijd.
- Frans Constantijn (22 november 1724 - 16 juni 1725), Frans Constantijn stierf op jonge leeftijd.
- Maria Theresia (6 oktober 1726 - 30 april 1754), ze trouwde met Lodewijk Jan Maria van Bourbon zoon van Lodewijk Alexander van Bourbon. Lodewijk Alexander was een zoon van koning Lodewijk XIV van Frankrijk en Madame de Montespan.
- Ercole Rainaldo (22 november 1727 - 14 oktober 1803), werd na de dood van zijn vader hertog van Modena.
- Mathilde (7 februari 1729 - 14 november 1803)
- Beatrix (1731 - 1736), Beatrix stierf op jonge leeftijd.
- Maria Fortunata (15 juli 1734 - 21 september 1803), zij trouwde met Lodewijk Frans II, prins van Conti.
- Benedictus Filips (30 september 1736 - 16 september 1751)
- Maria Elizabeth (12 februari 1741 - 4 augustus 1774)

Na de dood van Charlotte hertrouwde Francesco minstens tweemaal, met Teresa Castelbarco en later met Renata Teresa d'Arrach.